# Miss Italia 1992

Gloria Zanin

Miss Italia 1992 si è svolta a Salsomaggiore Terme e si è conclusa il 12 settembre 1992. Il concorso è stato condotto da Fabrizio Frizzi, in diretta da Salsomaggiore Terme. Presidente della giuria artistica è Gina Lollobrigida, che ha incoronato la vincitrice del concorso, la diciassettenne Gloria Zanin di Bassano del Grappa (VI).

## Piazzamenti
| Risultato finale           | Concorrente                                 |
| -------------------------- | ------------------------------------------- |
| Miss Italia 1992           | - – Gloria Zanin                            |
| Seconda classificata       | - – Monia Lazzaro                           |
| Terza classificata         | - – Patrizia Deitos                         |
| Miss Sorriso               | - – Maria Rosaria Rizzi - – Patrizia Deitos |
| Miss Eleganza              | - – Maria Rosaria Rizzi                     |
| Miss Cinema                | - – Marica Coco                             |
| Miss Linea Sprint          | - – Loredana Ghiaioni                       |
| Miss Ragazze in Gambissime | - – Roberta Soragno                         |

## Concorrenti
01) Laura Marafioti (Miss Valle d'Aosta)

02) Fiorenza Basta (Miss Piemonte)

03) Elisa Jacassi (Miss Liguria)

04) Loredana Ghiaioni (Miss Lombardia)

05) Monia Lazzaro (Miss Veneto)

06) Doriana Tambosco (Miss Friuli Venezia Giulia)

07) Vesna Luisa Laurencic (Miss Triveneto)

08) Roberta Migliorini (Miss Emilia)

09) Patrizia Deitos (Miss Romagna)

10) Sabrina Favilli (Miss Toscana)

11) Elisabetta Cappella (Miss Marche)

12) Debora Mengoni (Miss Abruzzo)

13) Barbara Gabarrini (Miss Umbria)

14) Roberta Martone (Miss Lazio)

15) Isabella De Asmundis (Miss Campania)

16) Michela Barra (Miss Puglia)

17) Elena Gramuglia (Miss Calabria)

18) Maria Rosaria Rizzi (Miss Basilicata)

19) Loredana Contarino (Miss Sicilia)

20) Ilaria Marini (Miss Sorriso Lombardia)

21) Federica Lombardini (Miss Sorriso Romagna)

22) Serena Sestini (Miss Sorriso Toscana)

23) Debora Bernardini (Miss Sorriso Abruzzo)

24) Michela Invernizzi (Miss Sorriso Lazio)

25) Elsa Monteleone (Miss Sorriso Sicilia)

26) Marcella Sturaro (Miss Cinema Veneto)

27) Daniela Piva (Miss Cinema Romagna)

28) Alberta Oliveto (Miss Cinema Abruzzo)

29) Claudia Baldaro (Miss Cinema Puglia)

30) Denise Bergamelli (Miss Linea Sprint Piemonte)

31) Rossana Forte (Miss Linea Sprint Liguria)

32) Barbara Boffi (Miss Linea Sprint Lombardia)

33) Barbara Galimberti (Miss Linea Sprint Veneto)

34) Stefania Brogin (Miss Linea Sprint Triveneto)

35) Rita Cavicchi (Miss Linea Sprint Emilia)

36) Daria Alberti (Miss Linea Sprint Romagna)

37) Barbara Barelli (Miss Linea Sprint Toscana)

38) Sabrina Mastrangelo (Miss Linea Sprint Campania)

39) Adelaide Camardi (Miss Linea Sprint Puglia)

40) Ilaria Cramerotti (Miss Linea Sprint Basilicata)

41) Marica Coco (Miss Linea Sprint Sicilia)

42) Luciana Murro (Miss Ragazze in Gambissime Valle d'Aosta)

43) Valeria Ghirardi (Miss Ragazze in Gambissime Piemonte)

44) Alessandra Crifò Cesare (Miss Ragazze in Gambissime Liguria)

45) Silvia Zaglio (Miss Ragazze in Gambissime Lombardia)

46) Gloria Zanin (Miss Ragazze in Gambissime Veneto)

47) Daniela Angeletti (Miss Ragazze in Gambissime Emilia)

48) Raffaella Tamburini (Miss Ragazze in Gambissime Romagna)

49) Lara Lucchesi (Miss Ragazze in Gambissime Toscana)

50) Tatiana Mancini (Miss Ragazze in Gambissime Abruzzo)

51) Maria Rita Amicucci (Miss Ragazze in Gambissime Lazio)

52) Luisella Cantatore (Miss Ragazze in Gambissime Puglia)

53) Leyla Pafumi Muscolino (Miss Ragazze in Gambissime Sicilia)

54) Alixia Siffredi (Miss Modella Domani Romagna)

55) Maijla Parrini (Miss Modella Domani Toscana)

56) Ivana Massimi (Miss Modella Domani Lazio)

57) Roberta Soranzo (Miss Eleganza Veneto)

58) Melania Burroni (Miss Eleganza Toscana)

59) Raffaella Liberti (Miss Eleganza Lazio)

60) Laura D'Orazi (Miss Roma)

## Riserve
61) Rossella Brescia (Miss Sorriso Puglia)